# Almarza de Cameros
Almarza de Cameros est une commune de la communauté autonome de La Rioja, en Espagne.

## Démographie
| 1900 | 1910 | 1920 | 1930 | 1940 | 1950 | 1960 | 1970 | 1981 |
| ---- | ---- | ---- | ---- | ---- | ---- | ---- | ---- | ---- |
| 268  | 246  | 253  | 217  | 145  | 154  | 132  | 61   | 36   |

| 1991 | 2001 | 2011 | - | - | - | - | - | - |
| ---- | ---- | ---- | - | - | - | - | - | - |
| 37   | 35   | 18   | - | - | - | - | - | - |

## Administration

### Conseil municipal
La ville de Almarza de Cameros comptait 36 habitants aux élections municipales du 26 mai 2019. Son conseil municipal (en espagnol : Pleno del Ayuntamiento) se compose donc de 3 élus.
| Parti | Parti                                    | Voix | %       | Élus  |
| ----- | ---------------------------------------- | ---- | ------- | ----- |
|       | Parti socialiste ouvrier espagnol (PSOE) | 23   | 71,88 % | 3 / 3 |
|       | Parti populaire (PP)                     | 9    | 28,12 % | 0 / 3 |

### Liste des maires
| Mandat    | Maire | Maire                       | Parti |
| --------- | ----- | --------------------------- | ----- |
| 1979-1983 |       | Martín Rodrigo Tabernero    | UCD   |
| 1983-1987 |       | Martín Rodrigo Tabernero    | AP    |
| 1987-1991 |       | Martín Rodrigo Tabernero    | AP    |
| 1991-1995 |       | Martín Rodrigo Tabernero    | PP    |
| 1995-1999 |       | Jesús Ángel Arnedo Vicente  | IU    |
| 1999-2003 |       | Jesús Ángel Arnedo Vicente  | IU    |
| 2003-2007 |       | Jesús Ángel Arnedo Vicente  | PR    |
| 2007-2011 |       | Jesús Ángel Arnedo Vicente  | PR    |
| 2011-2015 |       | Jesús Ángel Arnedo Vicente  | PR    |
| 2015-2019 |       | José Antonio Garos Martínez | PP    |
| 2019-2023 |       | José Antonio Garos Martínez | PP    |